# Chevreuse

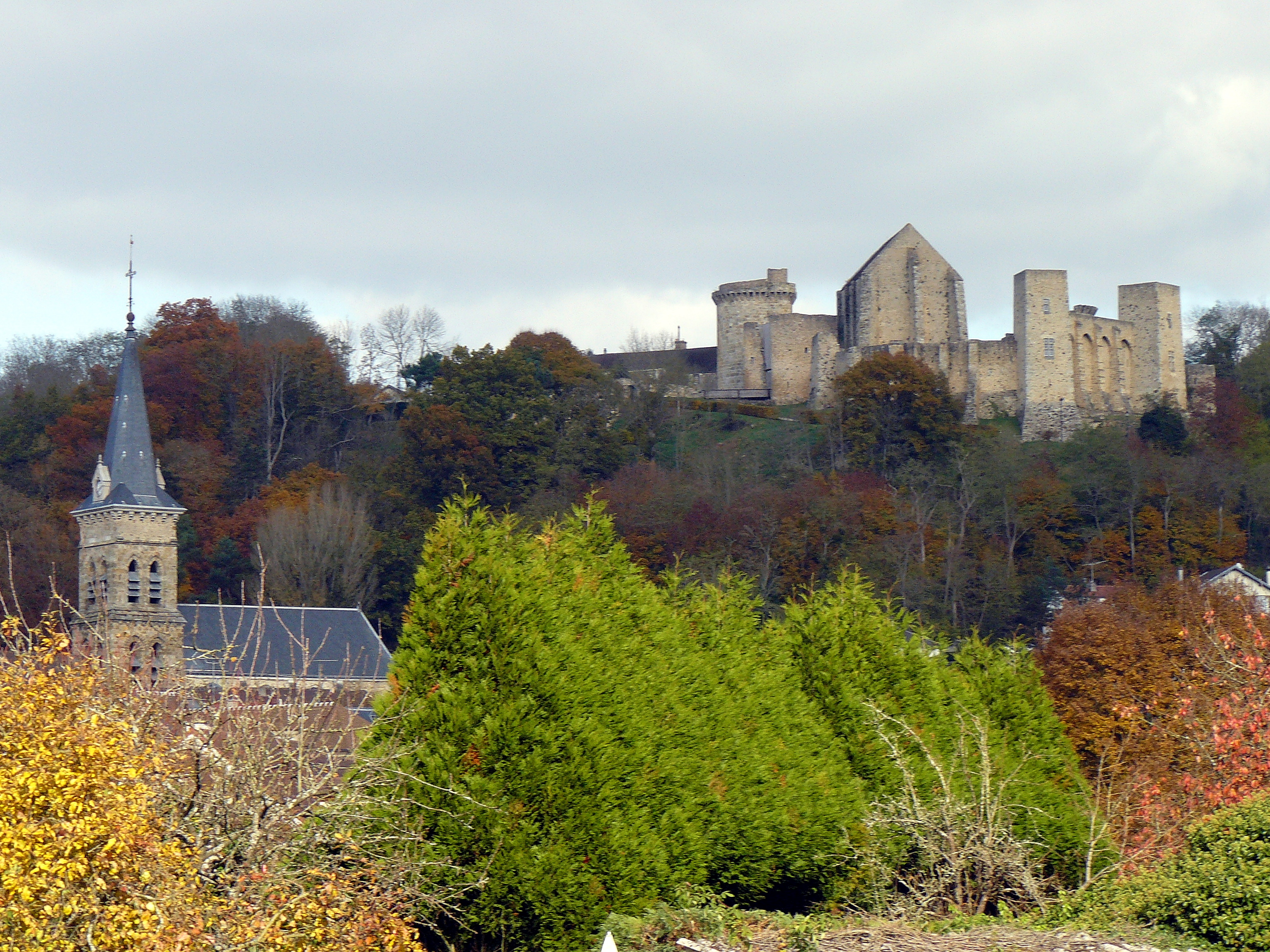

Chevreuse là một xã thuộc tỉnh Yvelines, trong vùng Île-de-France, Pháp, có cự ly khoảng 18 km environ về phía đông bắc của Rambouillet và cách Paris 28 km.
Các xã giáp ranh: Milon-la-Chapelle về phía đông bắc, Saint-Rémy-lès-Chevreuse về phía đông, Boullay-les-Troux (Essonne) về phía đông nam, Choisel về phía tây nam, Saint-Forget về phía tây và Saint-Lambert về phía tây bắc.

## Biến động dân số
| 1793  | 1800  | 1806  | 1821  | 1831  | 1836  | 1841  | 1846  | 1851  |
| ----- | ----- | ----- | ----- | ----- | ----- | ----- | ----- | ----- |
| 1 650 | 1 685 | 1 619 | 1 565 | 1 507 | 1 542 | 1 730 | 1 683 | 1 807 |

| 1856  | 1861  | 1866  | 1872  | 1876  | 1881  | 1886  | 1891  | 1896  |
| ----- | ----- | ----- | ----- | ----- | ----- | ----- | ----- | ----- |
| 1 750 | 1 869 | 1 989 | 1 892 | 1 786 | 1 734 | 1 855 | 1 808 | 1 813 |

| 1901  | 1906  | 1911  | 1921  | 1926  | 1931  | 1936  | 1946  | 1954  |
| ----- | ----- | ----- | ----- | ----- | ----- | ----- | ----- | ----- |
| 1 826 | 1 933 | 1 949 | 1 767 | 1 893 | 1 917 | 1 971 | 2 114 | 2 339 |

| 1962                                         | 1968  | 1975  | 1982  | 1990  | 1999  | 2005  | - | - |
| -------------------------------------------- | ----- | ----- | ----- | ----- | ----- | ----- | - | - |
| 2 744                                        | 3 409 | 4 186 | 4 811 | 5 027 | 5 364 | 5 722 | - | - |
| Số liệu kể từ 1962 : dân số không tính trùng |       |       |       |       |       |       |   |   |